# Indicatif régional 254

Carte de l'État du Texas avec les territoires de ses indicatifs régionaux. L'indicatif régional 254 est en blanc.

L'indicatif régional 254 est l'un des multiples indicatifs téléphoniques régionaux de l'État du Texas aux États-Unis.
Cet indicatif dessert la région de Waco.
La carte ci-contre indique en blanc le territoire couvert par l'indicatif 254.
L'indicatif régional 254 fait partie du plan de numérotation nord-américain.

## Comtés desservis par l'indicatif
Bell, Bosque, Callahan, Comanche, Coryell, Eastland, Erath, Falls, Freestone, Hamilton, Hill, Hood, Limestone, McLennan, Milam, Navarro, Robertson, Somervell, Stephens et Williamson

## Villes desservies par l'indicatif
Abbott, Andice, Aquilla, Axtell, Bartlett, Belton, Bluff Dale, Blum, Brandon, Breckenridge, Bremond, Bruceville, Buckholts, Burlington, Bynum, Caddo, Cameron, Carbon, Carlton, Chilton, China Spring, Cisco, Clifton, Coolidge, Copperas Cove, Covington, Cranfills Gap, Crawford, Cross Plains, Davilla, Dawson, De Leon, Desdemona, Donie, Dublin, Eastland, Eddy, Elm Mott, Evant, Flat, Florence, Gatesville, Glen Rose, Gorman, Groesbeck, Hamilton, Harker Heights, Heidenheimer, Hewitt, Hico, Hillsboro, Holland, Hubbard, Iredell, Irene, Itasca, Jonesboro, Killeen (incluant Fort Hood), Kopperl, Kosse, Laguna Park, Leroy, Lingleville, Lipan, Little River Academy, Lorena, Lott, Malone, Marlin, Mart, May, McGregor, Meridian, Mexia, Moody, Morgan Mill, Morgan, Mound, Mount Calm, Nemo, Nolanville, Oglesby, Olden, Paluxy, Pendleton, Penelope, Pottsville, Prairie Hill, Proctor, Purmela, Rainbow, Ranger, Reagan, Riesel, Rising Star, Roanoke, Rogers, Rosebud, Ross, Salado, Satin, Schwertner, Sidney, Stephenville, Strawn, Teague, Tehuacana, Temple, Thornton, Tolar, Troy, Valley Mills, Waco, Walnut Springs, West, Whitney, Woodway, et Wortham